# 慰安婦の碑
慰安婦の碑（いあんふのひ）とは、旧日本軍慰安婦に関する石碑。日本、大韓民国、アメリカ合衆国に設置されている。

## 概要

### 設置の目的と推進団体
設置の目的は慰安婦の追悼にあるとされているが、その実態は中韓両国による反日活動であるとの指摘がある。アメリカ国内では韓国系や中国系 の民間団体、韓国では韓国挺身隊問題対策協議会、豪州では全豪中韓反日本戦争犯罪連盟、日本では左翼系団体の「戦争と女性への暴力」リサーチ・アクション・センターが主体となっている。2008年9月の沖縄県宮古島の石碑を皮切りに韓国やアメリカで石碑や像が設置され、アメリカでは各地に設置が進んでいる。

### 碑文内容の問題点と各国政府の対応
多くの碑文では「日本軍が20万人以上の慰安婦を強制連行して集めた」「慰安所では慰安婦は性奴隷扱いだった」とする主張がなされ、これに対し日本の民間団体などは「20万人の根拠は無い」「民間人が慰安婦を募集した」「性奴隷的扱いはなかった」などと抗議している。慰安婦問題の当事国ではないアメリカでは撤去運動や慰安婦像の撤去訴訟が起こるなど、日韓のみならず、アメリカ、豪州を巻き込んだ国際問題になっている。
日本政府は、スマラン事件など明らかになった性犯罪の過酷な状態に置かれた元慰安婦と名乗る人物へは過去に度々謝罪を重ね、償い金（アジア女性基金）という形で日本の戦争賠償と戦後補償とは別に日本以外の元慰安婦や関係機関に既に補償を終えている。
なお、設置を行っている韓国側は自身の問題である韓国軍慰安婦に対する石碑や像などは全く設置していない。

## アメリカ合衆国における慰安婦の碑
米国での慰安婦の碑は、2009年頃から主に韓国系住民により設置が進められている。「慰安婦記念碑」を「ユダヤ人虐殺記念碑」と同等とみなして全米各地で建立する運動が行われるようになった。韓国系団体の住民によると「従軍慰安婦のような反人権的行為が2度と起きないよう、米国と世界に平和の重要性を訴える」のが設置の目的であるとしている。アメリカにおける慰安婦の碑や慰安婦像の設置は、中国系の反日団体である抗日連合会と連携した「ニューヨーク韓人会」や、「韓米公共問題委員会」、「韓国系米国人権利向上協会」など複数の韓国系団体が、日系アメリカ人の米下院議員マイク・ホンダなどと共に、地元議員らに強く働き掛けて実現させている。地元住民の意向を十分に反映することなく設置を強行するケースもあり、政治団体同士の主導権争いやトラブルも起こしている。慰安婦の碑の設置等に関して、韓国系アメリカ人有権者協議会（KAVC）常任理事のキム・ドンソクは、「アメリカ社会に日本の隠された実体を暴露することは、長期的には東海（日本海） (改名問題) と独島（竹島） (領有問題) の解決につながる」と語っている。
韓国の主張は、事前の日本政府との擦り合せにより、証言する元慰安婦の人選までも韓国側の要求を受け入れた「河野談話」での高齢の元慰安婦と名乗る人物の曖昧な証言のみを証拠としており、当時韓国人業者による女性の誘拐事件が多発していたことや、「朝鮮人慰安婦は高給により雇われていた娼婦であった」とされる1944年のアメリカ軍の調査報告書（日本人戦争捕虜尋問レポート No.49）とも整合性が見られないという見解もある。またグレンデール市の碑文以外は日本人慰安婦が省かれ、韓国系住民による慰安婦碑や像の設置は、日本国や日本人そのものの国際的地位を貶しめる目的の「ディスカウント・ジャパン」運動の一環」であるとの指摘がある。一方で、日本軍が女性を「性奴隷」とする制度を運営していたと主張する吉見義明は、この報告書（日本人戦争捕虜尋問レポート No.49）の募集の項に日本の斡旋業者が就労詐欺により朝鮮人女性を集めていたとの記載がある為、慰安婦の「強制性」があったと指摘している。

### アメリカの「慰安婦の碑」と「慰安婦像」の設置状況
- 2010.10：ニュージャージー州 バーゲン郡 パリセイズ・パーク - 公立図書館脇　慰安婦碑
- 2012.6：ニューヨーク州 ナッソー郡 - アイゼンハワー公園内の退役軍人記念園　慰安婦碑
- 2012.12：カリフォルニア州 オレンジ郡 ガーデングローブ - ショッピングモール前　慰安婦碑
- 2013.3：ニュージャージー州バーゲン郡ハッケンサック - 裁判所脇　慰安婦碑
- 2013.7：カリフォルニア州ロサンゼルス郡 グレンデール - 公園　（慰安婦像と碑文）
- 2014.1：ニューヨーク州ナッソー郡 - アイゼンハワー公園内の退役軍人記念園　慰安婦碑　＜2012年に建てた慰安婦碑の左右2カ所に追加＞
- 2014.5：バージニア州 フェアファックス郡 - 郡庁敷地内　慰安婦碑
- 2014.8：ニュージャージー州ハドソン郡 ユニオンシティ - リバティプラザ市立公園　慰安婦碑
- 2014.8：ミシガン州 デトロイト市 - 韓国人文化会館前庭　（慰安婦像）
- 2018.5：ニュージャージー州 バーゲン郡 フォートリー

### ニュージャージー州バーゲン郡

#### パリセイズ・パーク
韓国系住民が多く住むニュージャージー州 バーゲン郡で、11人の韓国系高校生が旧日本軍の被害者である朝鮮人慰安婦をアイルランド人、アルメニア人、ユダヤ人、アフリカ系アメリカ人の苦難になぞらえて、非韓国系住民をも説得し慰安婦記念碑建設の署名を集めた。2009年8月から韓国系米国人有権者評議会(the Korean American Voters' Council)「日本軍強制慰安婦追慕委員会」 らと共にパリセイズ・パークにおいて、慰安婦碑の設置を計画。2010年10月23日、公立図書館脇に同市の主導で慰安婦の碑（慰安婦キリム碑）が設置された。この碑文の左上には、ヘルメットを被った日本の軍人とみられる人物がしゃがみ込む女性を連れて行こうとする絵が描かれ、その背景には日の丸を想起させる円が描かれている。パリセイズ・パークは韓国系アメリカ人が住民の52%を占め るコリアタウンで、韓国系のジェイソン・キム副市長や議長が就任している。
2010年10月、自民党の国会議員4人（古屋圭司、山谷えり子、竹本直一、塚田一郎）からなる議員団が同市を訪問し、碑の撤去を要求した。ジェームズ・ロトゥンド市長や韓国系のジェイソン・キム副市長は、「数字は増減するかもしれないが拉致があったのは事実」と撤去を拒否し、キム副市長は『産経新聞』の取材に対し「日本側の主張にこそ、根拠はない」と述べ、議長は韓国系住民が多い22のアメリカの自治体で同様の記念碑を設置する運動をこれから行っていくと述べた。
2012年5月に在ニューヨーク日本総領事の廣木重之大使がパリセイズ・パークに対して碑の撤去を求めたが、市は撤去を拒否した。5月10日には在米日本人を中心に碑の撤去をホワイトハウスに求める市民請願運動がはじめられた。5月15日の自民党の領土に関する特命委員会では、古屋圭司議員が「根拠のないことが、なし崩し的に既成事実化されていきかねない」と述べた ほか、在米日本人の子弟がいじめを受けているという報告もなされた。同委員会は5月17日に日本政府に設置撤去と資料の公示を求めた。
パリセイズ・パークはアメリカにおける反日活動の拠点の一つと見られており、従軍慰安婦に関して日本の謝罪を促すことを目的としたマラソン大会「慰安婦記念平和マラソン（Comfort Women Memorial Peace Marathon）」を開催したり、2012年から旭日旗を戦争犯罪のシンボル（戦犯旗）として追放するための市民団体が設立され、旭日旗が戦犯象徴物であると主張したゼッケンを着けてのマラソン大会が開催されている。
2016年11月ニュージャージー州パリセイズ・パークの慰安婦記念碑が、公営駐車場の新築工事過程で強制的に撤去されて地面に押し倒されて放置された事実が伝わり、在米韓国人社会の不満の声が高まっている。
慰安婦の碑の碑文　＊日本で虚偽だとされている部分：MORE THAN 200,000（20万以上）、ABDUCTED（誘拐された）
翻訳

#### ハッケンサック
韓国系住民が多く住むニュージャージー州 バーゲン郡 ハッケンサックでは11人の韓国系高校生が韓国系米国人有権者評議会 (the Korean American Voters' Council) とともに、日本軍の慰安婦であったとされる朝鮮人をアイルランド人、アルメニア人、ユダヤ人、アフリカ系アメリカ人の苦難になぞらえて慰安婦記念碑の建設を進め、非韓国系住民をも説得して署名を集めた結果、バーゲン郡は図書館など公共施設の入り口への設置を許可。2013年3月、同郡の中心であるハッケンサック市の裁判所脇に碑が設置された。
慰安婦の碑の碑文　＊日本で虚偽だとされている部分：hundreds of thousands of women and girls（何十万人もの婦女子）、慰安婦の出身国から日本が省かれている、forced（強制された）、sexual slavery（性的奴隷状態）
翻訳

#### フォートリー
2013年4月27日にニュージャージー州バーゲン郡 フォートリーで慰安婦の碑の建設が計画されていたが、市議会で承認された設置案に「性接待(sexual service)」という表現や、旭日旗のデザインがあり、これらに対して「日本軍強制慰安婦追慕委員会」など推進する韓国系団体の間が変更を求め抗議をした。フォートリーのソコリッチ市長や市議会議員らは「すべての韓国人団体が合意した統一案」を出してほしいと応じた
2018年5月24日、ニュージャージー州フォートリーの公園に慰安婦の記念碑が設置された。設置運動の中心となったのは韓国で制作された慰安婦映画の「鬼郷」の影響を受けた韓国系米国人の高校生らを中心で、除幕式ではマーク・ソコリッチ区長「私は人口の大半を韓国系アメリカ人が占めるフォートリーの代表であり、この像の設置を誇りに思います」と祝辞を述べた。

### ニュージャージー州ハドソン郡
2014年8月4日、ニュージャージー州 ハドソン郡 ユニオンシティのリバティプラザ市立公園に慰安婦の碑が設置された。ユニオンシティーはニューヨークの中心マンハッタンの隣町。除幕式には韓国のナヌムの家から慰安婦とされる李玉善（イ・オクソン）(87)と姜日出（カン・イルチュル）(86)が招かれ、「私たちは強制的に連れて行かれたが、日本は韓国の女性を一度も強制的に連れて行ったことがないという。これが正しいのか。慰安婦は人が生きるところではなく、人を殺す屠殺場だ」と絶叫した。
慰安婦の碑の碑文：バーゲン郡ハッケンサックの碑文と同じ内容。
翻訳

### ニューヨーク州ナッソー郡

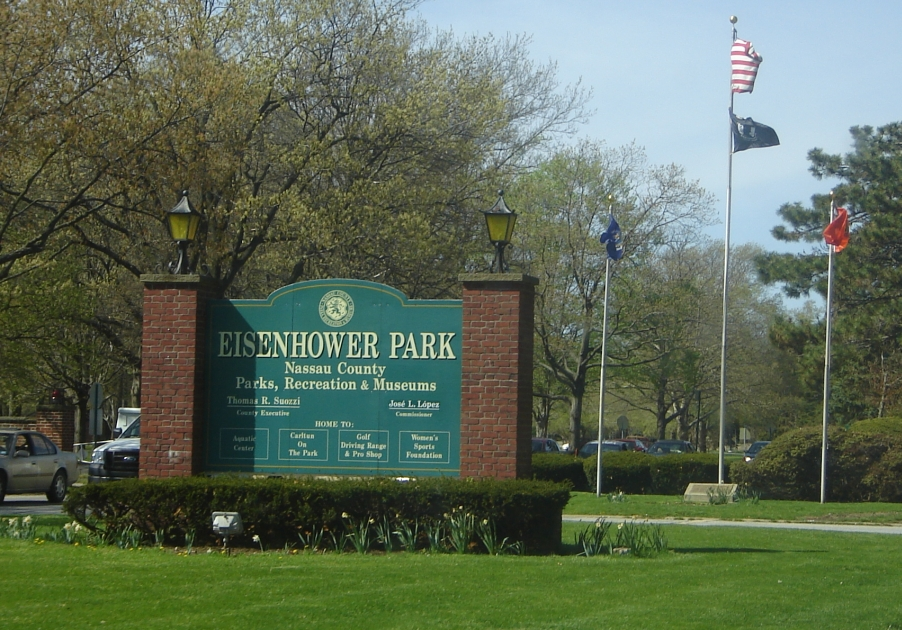
アイゼンハワー公園入り口。この公園内の退役軍人記念園に慰安婦の碑が設置されている。

2012年6月16日、ニューヨーク州 ナッソー郡のアイゼンハワー公園に、米国内で二つ目となる慰安婦の碑が建立された。この公園はドワイト・D・アイゼンハワーを記念した公園で、慰安婦の碑は韓国系アメリカ人公共問題委員会のイ・チョルウ（李・哲雨）会長の主導でこの公園内の退役軍人記念園に設置された。慰安婦の碑の設置には計画から3週間もかかっていない。イ・チョルウ氏はコンピューターソフト会社の経営者で、2008年にはナッソー郡の情報技術局副局長・ニューヨーク州の通商交渉官そしてロングアイランドの韓国人会長を務めている。碑の上部には慰安婦たちの写真を基にしたものが刻まれており、韓国の反日活動家で歌手のキム・ジャンフン氏と韓国広報専門家のソ・ギョンドク 誠信（ソンシン）女子大学教授も製作を支援している 。
2012年6月21日には在米日本人によってホワイトハウスに真実に基づく行動をとるよう求める請願が出された。7月21日までにホワイトハウスのホームページ上で行えるネット署名が25,000名に達するとアメリカ政府から公式な回答がなされることとなっていた。
慰安婦の碑の碑文　＊日本で虚偽だとされている部分：MORE THAN 200,000（20万以上）、ABDUCTED（誘拐された）、SEXIAL SLAVERY（性的奴隷）
翻訳

### カリフォルニア州オレンジ郡
2012年12月、カリフォルニア州 オレンジ郡 ガーデングローブの中心街ARガレリアショッピングモールの前に慰安婦記念碑が設置された。

### カリフォルニア州ロサンゼルス郡
2011年11月14日に韓国ソウルの日本大使館前に慰安婦像が設置された後、2013年7月30日、これと同じ朝鮮人慰安婦像がアメリカのカリフォルニア州 ロサンゼルス郡 グレンデールに設置された。ソウルの日本大使館前の像が路上に違法に設置されたのに対し、こちらではグレンデール市中央図書館に隣接する市有地の公園に市の許可を得て設置されている。
設置費用は韓国系米国人の市民団体が費用を負担し設置したもので、像の台座の左に像の説明と長文の碑文が埋め込まれている点が韓国の像と異なっている。碑文には、第2次世界大戦中、日本を含む日本の占領地から慰安婦として強制的に性奴隷状態にされたとして、このような人権侵害が繰り返されないことを願っているとしている。しかし、碑文中の「日本軍によって強制的に性奴隷状態にされた」や「20万人」の数字には証拠がないことや、アメリカ人の日本軍慰安婦はいないにもかかわらずアメリカの各地に韓国系アメリカ人が慰安婦の碑を設置していることから、日本では韓国系団体が日本を貶めるために設置しているとしており、アメリカ各地で日系米国人を中心に慰安婦の碑や像の撤去運動が起きている。

### バージニア州 フェアファックス郡
2014年5月30日、バージニア州 フェアファックス郡の郡庁敷地内に全米で6つ目の慰安婦の碑が設置された。除幕式では朝鮮の伝統舞踊が披露され、韓国の元慰安婦と名乗る人らの共同生活施設であるナヌムの家から元慰安婦と名乗る姜日出（カン・イルチュル）85歳が除幕式に出席した。姜は記念碑の前で涙しを流し「日本政府は謝罪すべきだ」と訴えている。
慰安婦の碑の碑文の表面　＊日本で虚偽だとされている部分：OVER 200,000（20万以上）、慰安婦の出身国から日本が省かれている、SEXUAL SLAVERY（性的奴隷状態）
翻訳
慰安婦の碑の碑文の裏面　＊日本で虚偽だとされている部分：COERCION（強制）、SEXUAL SLAVERY（性的奴隷状態）
翻訳

### ミシガン州デトロイト市
2014年8月16日、ミシガン州 デトロイト市の北西にあるビジネス地区サウスフィールドの韓国人文化会館前庭に慰安婦像が設置された。アメリカで2ヵ所目の慰安婦像で、先に韓国の日本大使館前とアメリカのカリフォルニア州　グレンデール市に設置されたものと同じものである。
韓国系の住民が、日本軍の性奴隷として強制動員された慰安婦の歴史をアメリカ社会に知らしめるとして、公立図書館の敷地内に慰安婦像の設置を計画。ミシガン慰安婦少女像建設委員会は図書館長の支持も得たが、日本の自動車部品会社デンソーなど現地に進出している日系企業や日本総領事館が地域社会の対立を招きかねないとして図書館側を説得。図書館側はここには相応しくないとしたため韓国人文化会館の前に変更された。この像の設置計画は2011年から始まったが、基金の募金や設置場所の確保などが難航し、約2年半の準備期間を経て完成した。慰安婦像の建設委員会は将来的に流動人口が多い場所に像を移すことも考えているという。

### 在米中国人団体の影響
古森義久によると、慰安婦の碑に関わった在米韓国人の団体は、慰安婦に関することを活動目標としていない、又は規模が非常に小さい、設立して間もない団体しかないという。そして、米国における従軍慰安婦碑の建立を、広範にかつ積極的、組織的に推進しているのは、在米韓国人の団体ではなく、中国政府系在米中国人団体である世界抗日戦争史実維護連合会であるという。

### 在米日本人社会の「悲鳴」
『夕刊フジ』によれば、アメリカでは慰安婦碑の設置が現地の在米日本人へ悪影響を及ぼし始めている。自民党議員の山谷えり子のもとへは、複数の在米日本人女性から「夫の仕事に支障が出ないか」「子供がイジメられる」といった悲鳴のようなメールが届いているという。水間政憲によれば、既に在米日本人の子供たちが“無実の韓国人女性をレイプした日本人の子孫”として白眼視され始めているという。
山谷は、米国で初めて慰安婦の碑を建てたニュージャージー州パリセイズパーク市の市長に対し「政府で調べたが、日本の軍や警察が強制連行した事実はなかった。20万人を拉致して慰安婦にした事実はない」と当時の政府文書や新聞記事を英訳し説明したが、なぜか面会の場には韓国系団体が押し掛けてきており、邪魔するように大声でまくしたてたという。山谷は「世界に真実を伝えるために、今一度、日本はきちんと見解を発信すべきでしょう」と述べている。
2015年2月、産経新聞は国会内で報告会を開いた地方議員団および朝日新聞『慰安婦報道』に対する独立検証委員会の報告として、在米日系住民の被害を伝え、在米邦人ら2000人が朝日新聞の報道によって「嫌がらせを受けるなど精神的苦痛を負った」として東京地方裁判所に慰謝料などを求める訴訟を起こしたことを報じた。

### 慰安婦像設置に対する反対運動
慰安婦の数を誇張したり、強制的な性奴隷だったとしているなど、碑文の内容が事実と異なり、かつ日本国や日本人のイメージを毀損するものであるとして、像の撤去や新設反対を要求する動きが出てきている。
カリフォルニア州ブエナパーク市議会（エリザベス・スウィフト市長）は、2013年7月22日、上程された市内への慰安婦像の設置案に対して「公共の場は外国の政治的闘争の場ではない」との理由から投票を中止した。
日本で「テキサス親父」として知られているアメリカ人トニー・マラーノは、カリフォルニア州グレンデール市に設置された慰安婦像に対し、ホワイトハウスのホームページの請願コーナーに撤去を求める請願活動を開始。日本からの投票などで、2014年1月3日の時点で、受理に必要な10万件の署名が集まった。
2013年9月、大阪府堺市議会で大阪維新の会堺市議会議員団による「日本政府に対し米国内の慰安婦像及び碑の撤去を要求することを求める決議」案が提出されたが、日本共産党などの反対によって否決された。

## 大韓民国における慰安婦の碑
韓国では日本大使館前の慰安婦像を始め、碑文と共に多くの慰安婦像が建てられている。

## 日本における慰安婦の碑

### 千葉県鴨川市
1973年10月、千葉県鴨川市花房の慈恩寺に、元日本軍兵士によって、慰安婦を慰霊する「名もなき女の碑」が建てられた。
裏面 碑文 （原文は縦書き）

### 千葉県館山市
元慰安婦の城田すず子が晩年に住んだ千葉県 館山市の婦人保護長期収容施設「かにた婦人の村」に、1985年に「噫従軍慰安婦」と刻まれた石碑が立てられた。

### 沖縄県宮古島市
2008年9月7日、沖縄県 宮古島上野野原地区に、「宮古島に日本軍『慰安婦』の祈念碑を建てる会」 が、日本軍慰安婦だった朝鮮人女性らを記憶するための石碑を建立した。この会は韓国挺身隊問題対策協議会の尹貞玉、早稲田大学名誉教授で「戦争と女性への暴力」日本ネットワーク（バウネット・ジャパン）の中原道子、那覇市議員で「基地・軍隊を許さない行動する女たちの会」の高里鈴代、宮古島住民で共産党員の与那覇博敏が代表をつとめる。同地区には航空自衛隊野原基地（宮古島分屯基地）が隣接する。
祈念碑は、「女たちへ」と冒頭に記したものと「アリランの碑」の2つがあり、「女たちへ」の碑の左右には、6言語づつ計12の言語で同じ内容の碑文を刻んでいる。
これらの碑が建てられた場所は宮古島住民の与那覇が提供した私有地で、尹貞玉、中原道子ら、慰安婦の調査団が与那覇宅へ来た折、与那覇が小学生の時の、慰安婦が洗濯から帰る途中休憩していたとする「目撃談」に基づいた場所である。
2013年5月18日には、この「女たちへ」「アリランの碑」には日本共産党書記局長の市田忠義が訪問している。
慰安婦の碑（中央）　＊日本で虚偽だとされている部分：性奴隷
慰安婦の碑（左右）
　下の内容が国名のアルファベット順に12の言語で書かれている。
- 左（MYANMAR：ビルマ語、NETHERLAND：オランダ語、FHILIPPINES：フィリピン語、THAILAND：タイ語、TIMOR-LESTE：テトゥン語、VIETNAM：ベトナム語）
- 右（AUSTRALIA：英語、CHINA・TAIWAM：中国語、GUAM：チャモロ語、INDONESIA・MALAYSIA：インドネシア語マレー語、JAPAN：日本語、KOREA：韓国語）

アリランの碑の碑文

## 拒否された設置計画

### シンガポールにおける設置計画
韓国挺身隊問題対策協議会（挺対協）は、シンガポールにソウルの日本大使館前と同様の慰安婦像の設置を計画。シンガポール政府と交渉中と発表したが、シンガポール政府は、交渉中という事実はなく、挺対協の提案を拒否したと発表した。挺対協はシンガポール以外もこの慰安婦像を世界中に広めることを計画している。

### オーストラリアにおける設置計画
シドニー大都市圏ストラスフィールド
詳細は「慰安婦像」を参照
2015年8月11日、ストラスフィールド市議会は全会一致で慰安婦像設置を否決した。